# Resolution 16 des UN-Sicherheitsrates
Die Resolution 16 des UN-Sicherheitsrates ist eine Resolution, die der Sicherheitsrat der Vereinten Nationen in der 91. Sitzung am 10. Januar 1947 beschloss.

## Hintergrund
Wegen Konflikten zwischen italienischen und slowenischen Gruppen wurde der neutrale Staat Anfang 1947 von den Alliierten gegründet. Im Friedensvertrag mit Italien, wird das Freie Territorium Triest durch den Artikel 21/1 gegründet und als unabhängiger Staat anerkannt, während der Artikel 21/2 das Ende der italienischen Souveränität für das Gebiet erklärt.

## Inhalt
Der Originaltext der Resolution lautet:
The Security Council,
Having received and examined the annexes to the proposed Peace Treaty with Italy relating to the creation and government of  the Free Territory of Trieste (including an arrangement for the Free Port), [1]
Hereby records its approval of three following documents:
(1) The instrument for the provisional régime of the Free Territory of Trieste;
(2) The permanent Statute for the Free Territory of Trieste;
(3) The instrument for the Free Port of Trieste; and its acceptance of the responsibilities devolving upon it under the same.
Übersetzung:
Der Sicherheitsrat
hat die Anlagen des beabsichtigten Friedensvertrages mit Italien hinsichtlich der Schaffung und Regierung des Freien Territoriums Triests (inklusive einer Regelung für den Freihafen) erhalten und untersucht.
Hiermit wird die Zustimmung zu den drei folgenden Dokumenten zu Protokoll gegeben:
(1) Die Vollmacht für die provisorische Regierung des Freien Territoriums Triest;
(2) Der permanente Status für das Freie Territorium Triest;
(3) Die Vollmacht für den Freihafen von Triest; und die Annahme der Verantwortung, die dem Territorium damit zufällt.
Hiermit wurde die Schaffung des neutralen Staates auf den Weg gebracht.

## Abstimmungsergebnis
Die Resolution wurde, bis auf die Enthaltung Australiens, einstimmig angenommen.